# کلود شسون
کلود شسون (انگلیسی: Claude Cheysson؛ زادهٔ ۱۳ آوریل ۱۹۲۰ – درگذشتهٔ ۱۵ اکتبر ۲۰۱۲) یک سیاست‌مدار سوسیالیست فرانسوی بود. او از مه ۱۹۸۱ تا دسامبر ۱۹۸۴ وزیر امور خارجه فرانسه بود.